# Charles Coulson
Pour les articles homonymes, voir Coulson.
Charles Alfred Coulson, né le 13 décembre 1910 à Dudley (Worcestershire) et mort le 7 janvier 1974 à Oxford, est un chercheur britannique, dans le champ de la chimie théorique.

## Biographie
Étudiant de l'université de Cambridge, ses centres d'intérêt portent sur les mathématiques, la physique, la chimie et la biologie moléculaire. Son utilisation des méthodes quantiques afin d'étudier la structure moléculaire le conduisent à être élu fellow de la Royal Society en 1950. Il est en poste académique à l'université de St Andrews, au University College de Londres, au King's College de Londres, et à l'université d'Oxford. Il est « Rouse Ball Professor » de mathématiques appliqués dans cette dernière. En 1972, il devient le premier professeur de chimie théorique de l'Université d'Oxford, chaire qui porte depuis son nom. De nombreux chimistes théoriciens de premier plan ont été ses étudiants, comme Hugh Christopher Longuet-Higgins.
Il écrit de nombreux livres, mais Valence, publié par Oxford University Press en 1952, est le plus influent. La troisième édition, Coulson's Valence, est publiée après sa mort par Roy McWeeny en 1979. Il publie aussi des travaux bien connus sur les structures atomiques et moléculaires.
Élevé en méthodiste, il devient un chrétien engagé en 1930. Parallèlement à son activité scientifique, il écrit Science, Technology and the Christian (1953) et Science and Christian Belief (1955), y développant ses points-de-vue religieux. Il croyait que la foi religieuse était essentielle pour l'usage responsable de la science. Il supporta le développement de l'énergie nucléaire et encourage les scientifiques à aider à la production de nourriture du Tiers-Monde.
Charles Coulson est membre de l'Académie internationale des sciences moléculaires quantiques et est lauréat de la médaille Davy de la Royal Society en 1970.